# كمال رزيق
كمال رزيق بروفيسور ومحلل وخبير اقتصادي جزائري، عينه الرئيس عبد المجيد تبون وزيرا للتجارة بحكومة جراد بتاريخ 2 يناير 2020 خلفا لسعيد جلاب، وأنهي مهامه يوم 16 مارس 2023 وعُيِّنَ الطيب زيتوني مكانه.

## نشأته ودراسته

### نشأته
ولد كمال رزيق بتاريخ 18 أكتوبر 1964 بمدينة بوفاريك ولاية البليدة.

### دراسته
حاصل على عدة شهادات وهي:
- شهادة الدراسات العليا في المالية، تخصص جباية، من المعهد الوطني للمالية القليعة - الجزائر (1993).
- شهادة الماجستير في العلوم الاقتصادية، تخصص نقود ومالية، من جامعة الجزائر 3 (1996).
- شهادة الدكتوراه في العلوم الاقتصادية، تخصص نقود ومالية، من جامعة الجزائر 3 (2001).
- شهادة محافظ الحسابات وخبير حسابات نهائي (2002).

## المناصب التي تولاها
تقلد عدة مناصب منها:
- عميد سابق لكلية العلوم الإقتصادية وعلوم التسيير (1999-2004).
- أستاذ التعليم العالي بجامعة البليدة الجزائر منذ 2009.
- مفتش رئيس للضرائب (1986-1997).
- أستاذ دائم بجامعة البليدة كلية العلوم الاقتصادية منذ 1997.
- أستاذ مشارك منذ 1994 في عدة جامعات جزائرية.

## مؤلفاته
له عدة مقالات ومؤلفات منشورة منها:
- كتاب مؤسسات الزكاة في الوطن العربي، مكتبة المجتمع العربي، الأردن 2010.
- كتاب مشترك الاقتصاد الإسلامي، دار صفاء، الأردن 2010.[7][8]